# Longobucco
Longobucco  község (comune) Olaszország Calabria régiójában, Cosenza megyében..

## Fekvése
A megye délkeleti részén fekszik, a Trionto völgyében. Határai: Acri, Bocchigliero, Caloveto, Celico, Corigliano Calabro, Cropalati, Paludi, Pietrapaola, Rossano, San Giovanni in Fiore, Spezzano della Sila és Spezzano Piccolo.

## Története
A települést a középkorban, a 14. században alapították. Egyes történészek szerint az ókori Tempsa (Szübarisz egyik szövetséges városa) helyén épült fel. A 19. század elején vált önálló községgé, amikor a Nápolyi Királyságban felszámolták a feudalizmust.

## Népessége
A népesség számának alakulása:

## Főbb látnivalói
- Santa Maria Assunta-templom
- San Domenico-templom
- Santa Maria di La Mione-templom
- Santa Maria di Puntadura-templom
- Torre civica (egykori normann őrtorony)